# Златна жаба
Златна жаба (лат. Brachycephalus ephippium) врста је жабе из фамилије Brachycephalidae. 

## Опис
Карактеристична је због боје коже која се креће од жуте до светло наранџасте и поседовања јаког отрова тетродоксина. Дужина тела одрасле јединке  износи од 12,5 до 19,7 мм. Иако сићушта, тело јој је робусно са кратким ногама. Број прстију на ногама је смањен. Осим тога, прсти су краћи због краћих фаланги и њиховог мањег броја. 

## Понашање и размножавање
Дневна је животиња и активна је током кишних сезона, док током суве сезоне остаје сакривена у склоништима (испод лишћа). Мужјак показује изразиту територијалност током кишних сезона јер тада долази до парења. Територију брани од уљеза, других мужјака, оглашавањем и тако што маше предњим удовима горе—доле испред својих очију. У време размножавања, током кишних сезона, мужјак испушта непрекидни низ звукова у трајању од 2 до 6 минута. Поред звучних сигнала, мужјак женки шаље и визуелне сигнале који код ове врсте могу да буду и важнији. Визуелни сигнали се састоје у томе да мужјак надима тело да би изгледао виши. Женка бира локацију за гнездо. После парења, женка за око пола сата положи 5 крупних жућкастобелих јаја и задњим ногама их прекрије земљом и тако их замаскира. Родитељи не воде бригу о јајима. Из јаја се излегу минијатурне, младе јединке које личе на одрасле само што имају реп. Развиће је без метаморфозе, нема фазе ларве, пуноглавца.

## Распрострaњеност
Живи у југоисточном Бразилу (у државама Рио де Жанеиро, Сао Пауло и Минас Жераис).